# 広瀬伸一 (実業家)
広瀬 伸一（ひろせ しんいち、1959年12月7日 - ）は、日本の実業家。東京海上日動火災保険株式会社取締役会長。元日本損害保険協会会長。

## 人物・経歴
岐阜県郡上郡八幡町（現郡上市）生まれ。愛知県名古屋市育ち。1982年名古屋大学経済学部卒業。齊藤隆夫ゼミ出身。同年東京海上火災保険（現東京海上日動火災保険）入社。1997年神戸支店営業部課長。2004年経営企画部次長。2006年抜本改革推進部部長。2008年高松支店長。2013年東京海上日動あんしん生命保険常務取締役。
2014年から東京海上日動あんしん生命保険代表取締役社長を務め、グループ連携による生命保険事業の拡大にあたった。2017年東京海上ホールディングス常務執行役員。2018年東京海上ホールディングス専務執行役員。2019年東京海上日動火災保険代表取締役社長、日本損害保険協会副会長。2020年日本損害保険協会会長、キタン会理事。2024年東京海上日動火災保険取締役会長。